# Zaraza w Poznaniu (1709)
Zaraza w Poznaniu (także: Pestis Tunis) – epidemia dżumy, która miała miejsce w Poznaniu w czerwcu 1709.
Epidemia została przywleczona z Kalisza po długiej i wyniszczającej zimie z głodem 1708/1709 i spowodowała prawie całkowitą ucieczkę ludności z miasta, zwłaszcza warstw zamożniejszych. Pozamykano wszystkie kościoły, ustał prawie całkowicie handel. Początkowo chorych wypędzano, by dogorywali poza miastem, a gdy okazało się, że miasto jest całkowicie skażone, to bramy zamknięto i nie wypuszczano poza mury nikogo. Podczas epidemii, z choroby i głodu, zmarło około 9 tysięcy osób (Poznań liczył wówczas około 12 tysięcy mieszkańców). Do tego należy doliczyć znaczące starty materialne poczynione przez rabusiów porzuconego mienia. Wybuch zarazy przestraszył obozujące pod Sołaczem wojska szwedzkie generała Ernesta von Krassaua. Przyspieszyło to ich odwrót pod Szczecin, spowodowany ponadto wieściami o klęsce Karola XII w bitwie pod Połtawą. Jednym z miejsc, gdzie chowano zwłoki, był dół położony tuż za Bramą Wrocławską (obecnie teren galerii handlowej „Kupiec Poznański”). Księgi metrykalne parafii poznańskich odnotowały w okresie czerwiec 1709 – luty 1710 gwałtowny spadek małżeństw i narodzin. Choroba zaczęła wygasać w końcu 1709, a ostatnie, pojedyncze wypadki miały miejsce do lutego 1710. Wyniszczonemu miastu pomógł król August II, który przejściowo zawiesił świadczenia względem korony.
W trakcie zarazy 1709 r. w Poznaniu odbył się proces grabarzy dżumowych, których oskarżono o umyślne rozsiewanie choroby w mieście i na przedmieściach. Oskarżeni mężczyźni zostali straceni.